# Lebăda (constelație)

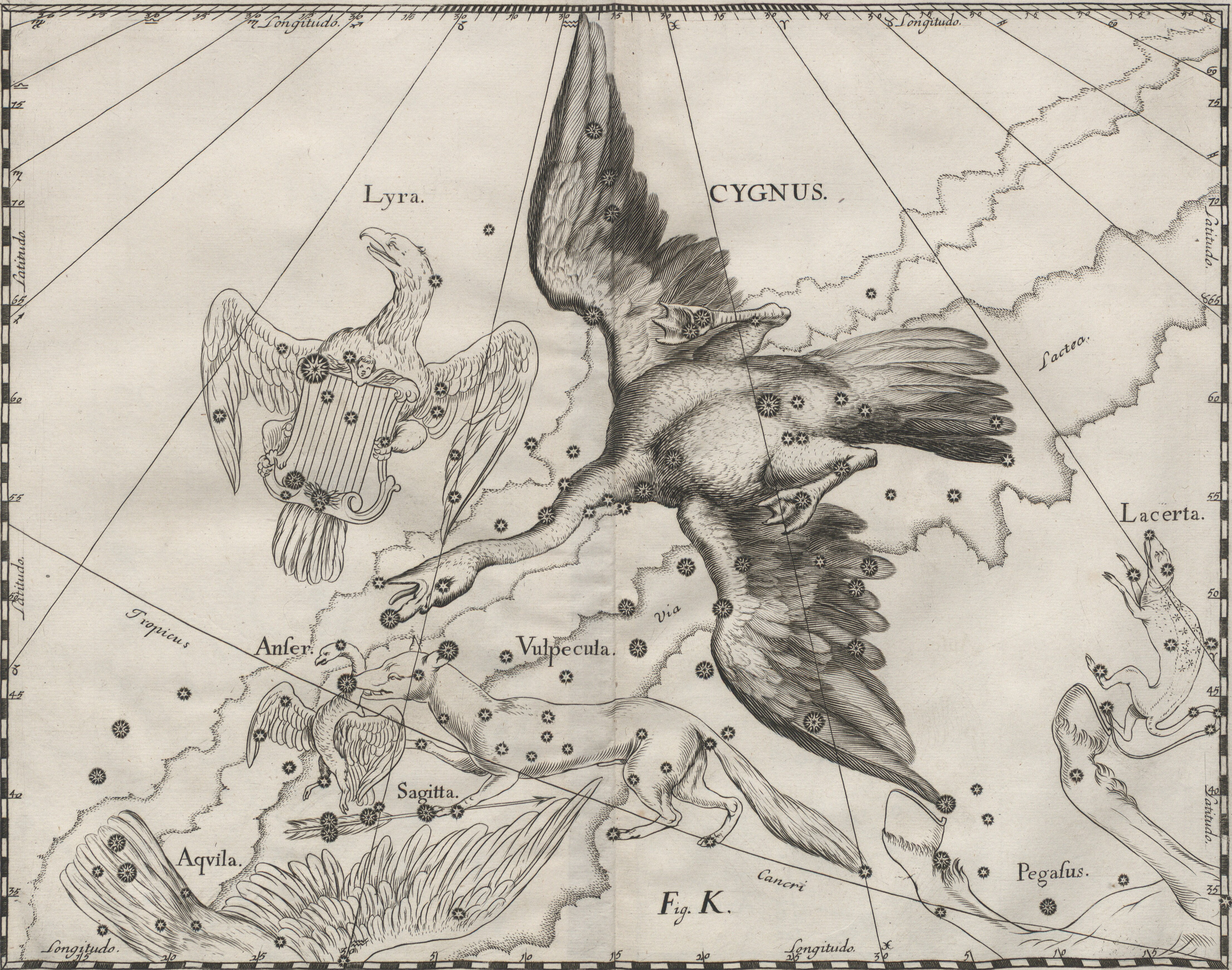
Lebăda în Uranographia lui
Johannes Hevelius

Lebăda (în latină: Cygnus) este o constelație din emisfera nordică a cerului situată în planul Căii Lactee. Este una dintre constelațiile cele mai ușor de recunoscut în nopțile de vară și toamnă, conținând un asterism caracteristic, cunoscut și sub numele de Crucea Nordului, prin opoziție cu Crucea Sudului, din emisfera australă.
Pasărea pe care o reprezintă se întinde pe Calea Lactee estivale, părând că este în migrație spre sud. Denumirea i-a fost dată constelației de astronomul Ptolemeu, în Cartea a VIII a Almagestei, care datează din secolul al II-lea.
Traversată de Calea Lactee, constelația conține mai multe stele strălucitoare și numeroase alte corpuri cerești.

## Mitologie
Această constelație  este asociată mai multor păsări legendare din Mitologia greacă:
- Potrivit uneia dintre legende, Zeus se deghizase în lebădă pentru a o seduce pe Leda, ai căror copii au fost Gemenii și Elena din Troia.
- Constelația ar putea să-l reprezinte  și pe Orfeu, metamorfozat în lebădă după asasinarea și plasarea sa alături de Lira sa.
- În sfârșit, se spune că un tânăr cu numele de Cycnus era amantul (sau fratele vitreg) nefericitului Faeton. După ce acesta a fost fulgerat de Zeus pentru că Faeton condusese caii Soarelui și astfel pârjolise pământul, Cycnus a început să-i caute corpul, din disperare, în fluviul Eridan unde acesta căzuse. Cycnus a plonjat de atâtea ori în apele fluviului încât lui Zeus i s-a făcut milă de el și l-a preschimbat într-o pasăre acvatică, care îi poartă numele.

Repertoriată de astronomii antici greci, această constelație era desemnată sub numele de Pasărea. A fost desemnată de Julius Schiller, în 1627, cu denumirea de Crucea Sfintei Elena, în epoca creștinizării masive a cerului (constelația Crucea Sudului a primit numele în aceeași epocă).
În Mitologia chineză constelația Lebăda adăpostește o dată pe an podul care leagă amanții Niu Lang și Zhi Nu.

## Observarea stelelor

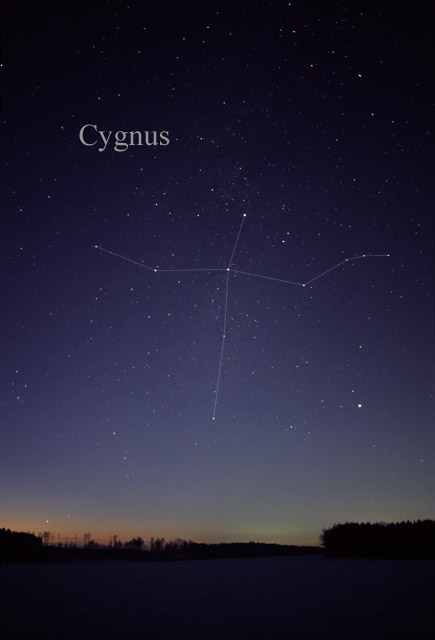
Constelația Lebăda

Vizibilitatea nocturnă a constelației.

### Reperarea  constelației
Steaua α Cygni (Deneb) marchează unul din unghiurile asterismului Triunghiul de Vară, vizibil îndată după căderea nopții (de magnitudine 1). Dintre cele trei stele ale acestui asterism, Deneb este cea mai puțin strălucitoare.
Când condițiile atmosferice sunt mai bune, lebăda se recunoaște ușor prin forma ei de cruce, foarte caracteristică.

### Forma constelației
„Crucea Nordului” pe care o desenează stelele principale ale Lebedei este foarte clară și foarte regulată; servește la reperarea constelațiilor vecine.

## Stele principale

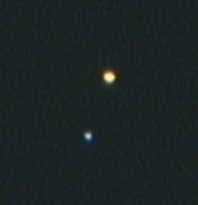
Albireo

### Deneb (αCygni)
Deneb (α Cygni) este steaua cea mai strălucitoare din constelația Lebăda și a 19-a cea mai strălucitoare stea de pe bolta cerească, cu o magnitudine aparentă de 1,25. Deneb, al cărui nume provine din cuvântul arab care înseamnă „Coada”, cu referire la poziția stelei în constelație, este una dintre stelele vizibile cele mai îndepărtate fiind situată la aproximativ 1.600 de ani-lumină de Terra.

### Albireo (βCygni)
Albireo (β Cygni) se află la capătul ciocului Lebedei, iar numele său provine de la un cuvânt arab care înseamnă „Ciocul”.
Este una dintre cele mai frumoase stele duble de pe cerul nocturn, formată dintr-o stea galben-aurie ușor separabilă de companionul său albastru, cu un mic telescop.

## Obiecte cerești
- Cygnus X-1
- IC 5146
- NGC 7000
- Nebuloasa Pelicanul
- Nebuloasa Semiluna
- Nebuloasa Voalul

## Legăturiexterne
- en Poveștile stelelor – Lebăda
- en Constelația Lebăda la Ghidul constelațiilor